# سیاه‌اسطلخ
سیاه‌اسطلخ، روستایی از توابع بخش مرکزی شهرستان رشت در استان گیلان ایران است.

## جمعیت
این روستا در دهستان پیربازار و در شمال غربی شهر رشت قرار دارد و براساس سرشماری مرکز آمار ایران در سال ۱۳۸۵، جمعیت آن ۴۴۱۵ نفر (۱۱۹۴خانوار) بوده‌است.